# Ralph Percy

Książę Northumberland

Ralph George Algernon Percy (ur. 16 listopada 1956) – młodszy syn Hugh Percy'ego, 10. księcia Northumberland i lady Elizabeth Montagu-Douglas-Scott, córki 8. księcia Buccleuch. Tytuł księcia Northumberland przejął po śmierci swojego starszego brata Henry’ego.
Jego posiadłości zajmują 80 tysięcy akrów powierzchni, co czyni księcia największym posiadaczem ziemskim w Anglii. W 2005 r. książę zajął 163. miejsce na liście najbogatszych ludzi według Sunday Timesa, z majątkiem ocenianym na ok. 300 milionów funtów. W jego rodowym zamku, kręcono sceny do wielu filmów, m.in. do filmów o Harrym Potterze.
22 lutego 2005 r. w Westminster Hall, razem z Peterem Knyvetem i markizem Salisbury, książę otworzył wystawę poświęconą spiskowi prochowemu z 1605 r.
W 1979 r. Ralph poślubił Isobel Jane Richard, córkę Johna Waltera Maxwella Millera Richarda. Mają razem dwóch synów i dwie córki:
- Catherine Sarah Percy (ur. 1982)
- George Dominic Percy (ur. 4 maja 1984), hrabia Percy
- Melissa Jane Percy (ur. 1987)
- Max Raplh Percy (ur. 1990)